# Марија Гончарук
Марија Јурјевна Гончарук (Маша Гончарук) (Попудња, Черкашка област, 14. мај 1990) руска и украјинска естрадна уметница, кантауторка, ауторка песама, модел, солисткиња поп групе „Фабрика” и суперфиналисткиња емисије Хочу в ВИА Гру.

## Биографија

### Детињство и младост
Маша Гончарук је рођена 14. маја 1990. године у селу Попудња, Украјина. Певањем се бави од раног детињства. 

### Образовање
Са 7 година је уписала клавир у Манастирској окружној музичкој школи, где је провела следећих седам година. Након завршене гимназије уписала је солопевање на ХМА(Харковска музичка академија Б.Н. Љатошинског)
Матурирала је 2009. године и одмах уписала факултет уметности КНУКУ(Кијевски национални универзитет културе и уметности). Дипломирала је 2013. године и стекла звање режисера естраде и масовних приредби, да би већ 2014. године и магистрирала стичући тако звање магистра сценских уметности.

## Каријера
Године 2006. постаје лауреат свеукрајинског вокалног такмичења Б. Гмири. 

Године 2012. је учествовала као модел на модним ревијама под окриљем UFW. 

Годину дана касније постаје друга пратиља на државном избору за Мис Украјине(2013). 

Учествовала је у међународном музичком ријалитију «Хочу V ВИА Гру», у коме је стигла до суперфинала у групи Аљоне Виницке. У току такмичења изводила је песме: «О любви» (Чиж и ко), «Я сошла с ума» (ТаТу), «Чумачечая весна»(в дуете с Потапом), «Попытка номер 5», «Он»( в дуете с Аленой Винницкой), «Spice up your life» (Spice girls), «Не оставляй меня любимый», «Биология» (ВИА Гра), «Я верю в любовь».

По завршетку емисије оформила је групу „ДИНАМА“ заједно са својом партнерком из ријалитија. Током три године свог постојања, група је објавила песме и спотове: «Вперёд» (музика и стихови Маше Гончарук), «Я верю в любовь» (аутор речи и музике. К. Меладзе), «Ненормальные» (где је Маша постала аутор текста ), «Это» (музика С. Кот, текст С. Кот, М. Гончарук), «Ожидание», «Goodbye boy”.

Такође Маша је била водитељка забавне емисије на телевизији «Юмор ТВ» под називом «Динама шоу». Снимљено је 15 епизода. 

Године 2019. након исрпљујућег кастинга, који је проведен у више етапа, Марија је постала нова чланица групе „Фабрика“. У новооформљеном саставу, девојке су убрзо снимиле две песме: «Мама молодая» - интересантна по томе што су испреплетана два језика, и «Позвони, будь посмелей».

Дана 6. марта 2020. године одржана је премијера сингла «Кто вам сказал»(музика И. Матвијенко; речи Л. Украјинка, А. Григ, О. Ровна, И. Матвијенко), на три језика руском, украјинском и грузинском. Марија је први пут извела ову песму заједно са Тамаром Гвердцители и Валеријом на јубиларном концерту поводом рођендана Игора Матвијенка 23. фебруара 2020. године.
С пролећем 2020. године, девојке, чланице групе „Фабрика“ су улепшале мартовску насловну страницу најпопуларнијег мушког часописа Максим.

Осим тога, све три девојке су ушле у избор за најсексуалнијих 100 девојака журнала Максим. Маша Гончарук је заузела 82. место по гласовима читалаца.
У лето 2020. године сниљен је спот и за трећу песму групе „Фабрика“ у новом саставу уз гостовање популарног глумца Гоше Куценка, са кога је остала упамћена и дугопрепричавана анегдота о Марији. Марија умало није страдала од подивљалог коња. Гоша, који је иначе Марији био партнер на сету, није ни покушао да је спасе, будући да је инстинкт самоодржања био снажнији од дела, већ јој је пружио само моралну подршку уз констатацију да је свуда око ње песак и да може да падне слободно. 

Глумила у серијама: «Бар’Дак» и  «Отцы» 

### Солистичка каријера
Марија је започела 02.12.2020. године и своју солистичку каријеру и то као кантауторка песме «Найду тебя».

## Достигнућа и награде

#### Као чланица групе Фабрика
Хит године «МАМА МОЛОДАЯ» - Persona Awards 2020 